# Società Sportiva Lazio 2002-2003
Questa voce raccoglie le informazioni riguardanti la Società Sportiva Lazio nelle competizioni ufficiali della stagione 2002-2003.

## Stagione
Nella stagione 2002-2003 il perdurante stato della crisi finanziaria obbliga la Lazio alle cessioni di Nesta e Crespo: entrambi furono acquistati dalle milanesi. In campionato la squadra, allenata da Mancini, ha vinto sette gare esterne di fila: a inizio dicembre, si era ritrovata persino al comando della classifica da sola con 27 punti. A conferma della buona condizione, ha raggiunto la semifinale di Coppa UEFA venendo però superata nel doppio confronto dal Porto, la squadra lusitana che in seguito vincerà la competizione. L'argentino Claudio Lopez con 17 reti è stato il miglior marcatore laziale, ma sono arrivati in doppia cifra anche Simone Inzaghi e Bernardo Corradi con 10 reti.
Il campionato si è concluso positivamente, e grazie al quarto posto ottenuto con 60 punti, la Lazio ha ottenuto la possibilità di disputare la successiva edizione della Champions League.

## Divise e sponsor
Lo sponsor tecnico per la stagione 2002-2003 è Puma, mentre lo sponsor ufficiale è Siemens Mobile in campionato e in Coppa UEFA, in Coppa Italia invece è Cotonella in Empoli-Lazio del 19 dicembre 2002, Lazio-Bari del 15 gennaio 2003 e Bari-Lazio del 21 gennaio 2003, e Compex in Lazio-Roma del 5 febbraio 2003 e Roma-Lazio del 16 aprile 2003.
| Casa | Trasferta | Coppa UEFA | Portiere |

## Organigramma societario
Area direttiva
- Presidente: Sergio Cragnotti, da gennaio Ugo Longo

Area tecnica
- Direttore sportivo: Oreste Cinquini
- Allenatore: Roberto Mancini
- Allenatore in seconda: Fernando Orsi

## Rosa
| N. |                       | Ruolo | Calciatore            |
| -- | --------------------- | ----- | --------------------- |
| 1  | Italia (bandiera)     | P     | Luca Marchegiani      |
| 2  | Italia (bandiera)     | D     | Francesco Colonnese   |
| 3  | Brasile (bandiera)    | D     | César                 |
| 4  | Italia (bandiera)     | C     | Dino Baggio           |
| 5  | Jugoslavia (bandiera) | C     | Dejan Stanković       |
| 6  | Argentina (bandiera)  | D     | Juan Pablo Sorín      |
| 7  | Argentina (bandiera)  | A     | Claudio López         |
| 8  | Italia (bandiera)     | A     | Bernardo Corradi      |
| 9  | Italia (bandiera)     | C     | Stefano Fiore         |
| 11 | Jugoslavia (bandiera) | D     | Siniša Mihajlović     |
| 14 | Argentina (bandiera)  | C     | Diego Simeone         |
| 15 | Italia (bandiera)     | D     | Giuseppe Pancaro      |
| 16 | Italia (bandiera)     | C     | Giuliano Giannichedda |
| 17 | Svizzera (bandiera)   | D     | Guerino Gottardi      |

| N. |                           | Ruolo | Calciatore                  |
| -- | ------------------------- | ----- | --------------------------- |
| 18 | Jugoslavia (bandiera)     | C     | Nikola Lazetić              |
| 19 | Italia (bandiera)         | D     | Giuseppe Favalli (capitano) |
| 20 | Italia (bandiera)         | C     | Fabio Liverani              |
| 21 | Italia (bandiera)         | A     | Simone Inzaghi              |
| 22 | Italia (bandiera)         | D     | Massimo Oddo                |
| 23 | Italia (bandiera)         | D     | Paolo Negro                 |
| 24 | Portogallo (bandiera)     | D     | Fernando Couto              |
| 25 | Italia (bandiera)         | A     | Enrico Chiesa               |
| 26 | Argentina (bandiera)      | C     | Lucas Castromán             |
| 31 | Paesi Bassi (bandiera)    | D     | Jaap Stam                   |
| 34 | Costa d'Avorio (bandiera) | C     | Christian Manfredini        |
| 70 | Italia (bandiera)         | P     | Angelo Peruzzi              |
| 99 | Italia (bandiera)         | P     | Emanuele Concetti           |

## Calciomercato

### Sessione estiva
| Acquisti | Acquisti             | Acquisti   | Acquisti          |
| R.       | Nome                 | da         | Modalità          |
| -------- | -------------------- | ---------- | ----------------- |
| D        | Massimo Oddo         | Verona     | definitivo        |
| D        | Daniel Ola           | L’Aquila   | fine prestito     |
| D        | Emanuele Pesaresi    | Benfica    | fine prestito     |
| D        | Juan Pablo Sorín     | Cruzeiro   | prestito          |
| C        | Roberto Baronio      | Fiorentina | fine prestito     |
| C        | Christian Manfredini | Chievo     | compartecipazione |
| A        | Enrico Chiesa        | Fiorentina | definitivo        |
| A        | Bernardo Corradi     | Inter      | definitivo        |

| Cessioni | Cessioni          | Cessioni        | Cessioni          |
| R.       | Nome              | a               | Modalità          |
| -------- | ----------------- | --------------- | ----------------- |
| D        | Alberto Comazzi   | Verona          | definitivo        |
| D        | Alessandro Nesta  | Milan           | definitivo        |
| D        | Daniel Ola        | Teramo          | definitivo        |
| D        | Emanuele Pesaresi | Chievo          | compartecipazione |
| C        | Roberto Baronio   | Perugia         | prestito          |
| C        | Iván de la Peña   | Espanyol        | definitivo        |
| C        | Gaizka Mendieta   | Barcellona      | prestito          |
| C        | Karel Poborský    | Sparta Praga    | definitivo        |
| A        | Hernán Crespo     | Inter           | definitivo        |
| A        | Felice Evacuo     | Florentia Viola | prestito          |

### Sessione invernale
| Acquisti | Acquisti       | Acquisti | Acquisti |
| R.       | Nome           | da       | Modalità |
| -------- | -------------- | -------- | -------- |
| C        | Nikola Lazetić | Como     | prestito |

| Cessioni | Cessioni             | Cessioni | Cessioni      |
| R.       | Nome                 | a        | Modalità      |
| -------- | -------------------- | -------- | ------------- |
| D        | Juan Pablo Sorín     | Cruzeiro | fine prestito |
| C        | Christian Manfredini | Osasuna  | prestito      |

## Risultati

### Serie A

#### Girone di andata
| Arbitro: | Ayroldi (Molfetta) |

|  |           |                                        |
|  | Marcatori | 16’ Fiore 33’ D. Stanković 53’ Corradi |

| Arbitro: | Messina (Bergamo) |

|                        |           |                                         |
| Simeone 5’ Corradi 64’ | Marcatori | 14’ D'Anna 49’ Bierhoff 70’ Della Morte |

| Arbitro: | Bolognino (Milano) |

|  |           |             |
|  | Marcatori | 86’ Simeone |

| Arbitro: | Rosetti (Torino) |

|              |           |            |
| C. López 51’ | Marcatori | 7’ Maldini |

| Arbitro: | Treossi (Forlì) |

|  |           |           |
|  | Marcatori | 24’ César |

| Arbitro: | Farina (Novi Ligure) |

|                                  |           |  |
| S. Inzaghi 11’ Chiesa 84’, 90+1’ | Marcatori |  |

| Arbitro: | Paparesta (Bari) |

|                            |           |                              |
| Fiore 51’ D. Stanković 75’ | Marcatori | 57’ Delvecchio 66’ Batistuta |

| Arbitro: | Cassarà (Palermo) |

|              |           |                              |
| Atzori 45+1’ | Marcatori | 45’ Corradi 81’ D. Stanković |

| Roma 10 novembre 2002, ore 15:00 9ª giornata | Lazio             | 0 – 0 referto | Parma | Stadio Olimpico (37 155 spett.)\| Arbitro: \| Messina (Bergamo) \| |
| Arbitro:                                     | Messina (Bergamo) |               |       |                                                                    |

| Arbitro: | Tombolini (Ancona) |

|             |           |                               |
| Corrent 37’ | Marcatori | 18’ Simeone 56’, 63’ C. López |

| Arbitro: | Trentalange (Torino) |

|                                         |           |  |
| Corradi 25’, 90’ C. López 31’ César 71’ | Marcatori |  |

| Arbitro: | Farina (Novi Ligure) |

|                        |           |                                          |
| Maresca 18’ Caccia 27’ | Marcatori | 42’ Simeone 45+1’ C. López 90+2’ Corradi |

| Arbitro: | Rosetti (Torino) |

|                               |           |                                   |
| C. López 10’ (rig.), 31’, 37’ | Marcatori | 38’ (aut.) F. Couto 67’, 76’ Emre |

| Arbitro: | Pellegrino (Barcellona Pozzo di Gotto) |

|            |           |                |
| Nedvěd 34’ | Marcatori | 35’, 50’ Fiore |

| Arbitro: | Rosetti (Torino) |

|                |           |              |
| C. López 45+2’ | Marcatori | 66’ Zaccardo |

| Brescia 11 gennaio 2003, ore 20:30 16ª giornata | Brescia              | 0 – 0 referto | Lazio | Stadio Mario Rigamonti (15 975 spett.)\| Arbitro: \| Farina (Novi Ligure) \| |
| Arbitro:                                        | Farina (Novi Ligure) |               |       |                                                                              |

| Arbitro: | Pellegrino (Barcellona Pozzo di Gotto) |

|                          |           |           |
| C. López 27’ Fiore 45+1’ | Marcatori | 41’ Muzzi |

#### Girone di ritorno
| Arbitro: | Morganti (Ascoli Piceno) |

|  |           |               |
|  | Marcatori | 46’ Bonazzoli |

| Arbitro: | Farina (Novi Ligure) |

|                   |           |             |
| Corini 45’ (rig.) | Marcatori | 89’ Simeone |

| Arbitro: | Messina (Bergamo) |

|             |           |              |
| Simeone 35’ | Marcatori | 71’ Ferrante |

| Arbitro: | Collina (Viareggio) |

|                            |           |                                      |
| F. Inzaghi 62’ Rivaldo 70’ | Marcatori | 21’ D. Stanković 30’ (rig.) C. López |

| Roma 23 febbraio 2003, ore 15:00 22ª giornata | Lazio              | 0 – 0 referto | Atalanta | Stadio Olimpico (33 611 spett.)\| Arbitro: \| Tombolini (Ancona) \| |
| Arbitro:                                      | Tombolini (Ancona) |               |          |                                                                     |

| Arbitro: | Trefoloni (Siena) |

|                                |           |                       |
| Zé Maria 13’ (rig.) Grosso 43’ | Marcatori | 16’ Corradi 85’ Negro |

| Arbitro: | Messina (Bergamo) |

|             |           |                 |
| Cassano 89’ | Marcatori | 8’ D. Stanković |

| Arbitro: | Paparesta (Bari) |

|                                                   |           |          |
| C. López 8’ Corradi 41’ Simeone 71’ Castromán 85’ | Marcatori | 5’ Buscè |

| Arbitro: | Messina (Bergamo) |

|                          |           |                  |
| Cardone 4’ Adriano 90+2’ | Marcatori | 50’ D. Stanković |

| Arbitro: | Tombolini (Ancona) |

|                                          |           |  |
| Fiore 6’ Corradi 17’ C. López 66’ (rig.) | Marcatori |  |

| Modena 13 aprile 2003, ore 15:00 28ª giornata | Modena            | 0 – 0 referto | Lazio | Stadio Alberto Braglia (13 821 spett.)\| Arbitro: \| Messina (Bergamo) \| |
| Arbitro:                                      | Messina (Bergamo) |               |       |                                                                           |

| Arbitro: | Dondarini (Finale Emilia) |

|                            |           |                 |
| S. Inzaghi 60’ Corradi 74’ | Marcatori | 45+1’ De Cesare |

| Arbitro: | Collina (Viareggio) |

|            |           |                |
| Crespo 43’ | Marcatori | 77’ S. Inzaghi |

| Roma 3 maggio 2003, ore 15:00 31ª giornata | Lazio               | 0 – 0 referto | Juventus | Stadio Olimpico (60 146 spett.)\| Arbitro: \| Collina (Viareggio) \| |
| Arbitro:                                   | Collina (Viareggio) |               |          |                                                                      |

| Arbitro: | Paparesta (Bari) |

|  |           |                                   |
|  | Marcatori | 45’ (rig.) S. Inzaghi 59’ Favalli |

| Arbitro: | Saccani (Mantova) |

|                                              |           |               |
| Mihajlović 39’ (rig.) César 45’ C. López 81’ | Marcatori | 20’ R. Baggio |

| Arbitro: | Trefoloni (Siena) |

|                                    |           |                     |
| Pizarro 67’ (rig.) Jankulovski 83’ | Marcatori | 86’ (rig.) C. López |

### Coppa Italia
| Arbitro: | Dondarini (Finale Emilia) |

|                                   |           |  |
| Pancaro 10’ S. Inzaghi 52’ (rig.) | Marcatori |  |

| Arbitro: | Castellani (Verona) |

|            |           |                        |
| Grieco 70’ | Marcatori | 45’ Chiesa 64’ Pancaro |

| Arbitro: | Morganti (Ascoli Piceno) |

|                                     |           |                |
| Castromán 41’ D'Agostino 90’ (aut.) | Marcatori | 66’ D'Agostino |

| Bari 21 gennaio 2003, ore 21:00 Quarti di finale - Ritorno | Bari                 | 0 – 0 | Lazio | Stadio San Nicola (2 347 spett.)\| Arbitro: \| Farina (Novi Ligure) \| |
| Arbitro:                                                   | Farina (Novi Ligure) |       |       |                                                                        |

| Arbitro: | Trefoloni (Siena) |

|           |           |                         |
| Fiore 76’ | Marcatori | 12’ Cassano 49’ Emerson |

| Arbitro: | Collina (Viareggio) |

|              |           |  |
| Montella 56’ | Marcatori |  |

### Coppa UEFA
| Arbitro: | Širić |

|                                                         |           |  |
| C. Manfredini 45’ C. López 52’ S. Inzaghi 68’ César 69’ | Marcatori |  |

| Xanthi 3 ottobre 2002, ore 19:30 Primo turno - Ritorno | Skoda Xanthī | 0 – 0 referto | Lazio | Stadio Xanthi (6 000 spett.)\| Arbitro: \| Hriňák \| |
| Arbitro:                                               | Hriňák       |               |       |                                                      |

| Arbitro: | Tokat |

|           |           |  |
| Fiore 10’ | Marcatori |  |

| Arbitro: | Rodríguez Santiago |

|              |           |            |
| Bošković 69’ | Marcatori | 77’ Chiesa |

| Arbitro: | Granat |

|           |           |                                |
| Amoah 44’ | Marcatori | 46’ Chiesa 56’, 87’ S. Inzaghi |

| Arbitro: | Allaerts |

|  |           |             |
|  | Marcatori | 87’ Szabics |

| Arbitro: | Plautz |

|                                       |           |                                          |
| Lazetić 22’ Jop 44’ (aut.) Chiesa 71’ | Marcatori | 39’ Uche 50’ (rig.), 63’ (rig.) Żurawski |

| Arbitro: | Clark |

|          |           |                         |
| Kuźba 5’ | Marcatori | 20’ F. Couto 53’ Chiesa |

| Arbitro: | Mejuto González |

|                |           |  |
| S. Inzaghi 55’ | Marcatori |  |

| Arbitro: | Poll |

|            |           |                       |
| Yalçın 82’ | Marcatori | 5’ Fiore 9’ Castromán |

| Arbitro: | Vassaras |

|                                                |           |             |
| Maniche 10’ Derlei 28’, 50’ Hélder Postiga 56’ | Marcatori | 6’ C. López |

| Roma 24 aprile 2003, ore 21:00 Semifinali - Ritorno | Lazio     | 0 – 0 referto | Porto | Stadio Olimpico (69 873 spett.)\| Arbitro: \| Veissière \| |
| Arbitro:                                            | Veissière |               |       |                                                            |

## Statistiche
Statistiche aggiornate al 24 maggio 2003.

### Statistiche di squadra
| Competizione | Punti | In casa | In casa | In casa | In casa | In casa | In casa | In trasferta | In trasferta | In trasferta | In trasferta | In trasferta | In trasferta | Totale | Totale | Totale | Totale | Totale | Totale | DR  |
| Competizione | Punti | G       | V       | N       | P       | Gf      | Gs      | G            | V            | N            | P            | Gf           | Gs           | G      | V      | N      | P      | Gf     | Gs     | DR  |
| ------------ | ----- | ------- | ------- | ------- | ------- | ------- | ------- | ------------ | ------------ | ------------ | ------------ | ------------ | ------------ | ------ | ------ | ------ | ------ | ------ | ------ | --- |
| Serie A      | 60    | 17      | 7       | 8       | 2       | 31      | 16      | 17           | 8            | 7            | 2            | 26           | 16           | 34     | 15     | 15     | 4      | 57     | 32     | +25 |
| Coppa Italia | -     | 3       | 2       | 0       | 1       | 5       | 3       | 3            | 1            | 1            | 1            | 2            | 2            | 6      | 3      | 1      | 2      | 7      | 5      | +2  |
| Coppa UEFA   | -     | 6       | 3       | 2       | 1       | 9       | 4       | 6            | 3            | 2            | 1            | 9            | 8            | 12     | 6      | 4      | 2      | 18     | 12     | +6  |
| Totale       |       | 26      | 12      | 10      | 4       | 45      | 23      | 26           | 12           | 10           | 4            | 37           | 26           | 52     | 24     | 20     | 8      | 82     | 49     | +33 |

### Andamento in campionato
| Giornata  | 1 | 2 | 3 | 4 | 5 | 6 | 7 | 8 | 9 | 10 | 11 | 12 | 13 | 14 | 15 | 16 | 17 | 18 | 19 | 20 | 21 | 22 | 23 | 24 | 25 | 26 | 27 | 28 | 29 | 30 | 31 | 32 | 33 | 34 |
| --------- | - | - | - | - | - | - | - | - | - | -- | -- | -- | -- | -- | -- | -- | -- | -- | -- | -- | -- | -- | -- | -- | -- | -- | -- | -- | -- | -- | -- | -- | -- | -- |
| Luogo     | T | C | T | C | T | C | C | T | C | T  | C  | T  | C  | C  | T  | C  | T  | C  | T  | C  | T  | C  | T  | T  | C  | T  | C  | T  | C  | T  | C  | T  | C  | T  |
| Risultato | V | P | V | N | V | V | N | V | N | V  | V  | V  | N  | V  | N  | N  | V  | P  | N  | N  | N  | N  | N  | N  | V  | P  | V  | N  | V  | N  | N  | V  | V  | P  |
| Posizione | 1 | 6 | 6 | 6 | 4 | 3 | 4 | 4 | 5 | 4  | 3  | 1  | 2  | 2  | 3  | 3  | 2  | 4  | 4  | 4  | 4  | 4  | 4  | 4  | 4  | 4  | 4  | 4  | 4  | 4  | 4  | 4  | 4  | 4  |

Legenda:

Luogo: C = Casa; T = Trasferta. Risultato: V = Vittoria; N = Pareggio; P = Sconfitta.

### Statistiche dei giocatori
Nel conteggio delle reti realizzate si aggiunga un'autorete a favore in Coppa Italia e un'autorete a favore in Coppa UEFA.
| Giocatore       | Serie A  | Serie A | Coppa Italia | Coppa Italia | Coppa UEFA | Coppa UEFA | Totale   | Totale |
| Giocatore       | Presenze | Reti    | Presenze     | Reti         | Presenze   | Reti       | Presenze | Reti   |
| --------------- | -------- | ------- | ------------ | ------------ | ---------- | ---------- | -------- | ------ |
| D. Baggio       | 4        | 0       | 3            | 0            | 8          | 0          | 15       | 0      |
| L. Castromán    | 16       | 1       | 5            | 1            | 8          | 1          | 29       | 3      |
| César           | 26       | 3       | 1            | 0            | 9          | 1          | 36       | 4      |
| E. Chiesa       | 12       | 2       | 6            | 1            | 11         | 4          | 29       | 7      |
| F. Colonnese    | -        | -       | 3            | 0            | 3          | 0          | 6        | 0      |
| E. Concetti     | 2        | -1      | 3            | -2           | 2          | -2         | 7        | -5     |
| B. Corradi      | 32       | 10      | 4            | 0            | -          | -          | 36       | 10     |
| F. Couto        | 15       | 0       | 4            | 0            | 12         | 1          | 31       | 1      |
| G. Favalli      | 26       | 1       | 3            | 0            | 6          | 0          | 35       | 1      |
| S. Fiore        | 33       | 6       | 5            | 1            | 8          | 2          | 46       | 9      |
| G. Giannichedda | 25       | 0       | 3            | 0            | 6          | 0          | 34       | 0      |
| G. Gottardi     | 1        | 0       | 3            | 0            | 2          | 0          | 6        | 0      |
| S. Inzaghi      | 18       | 4       | 3            | 1            | 8          | 4          | 29       | 9      |
| N. Lazetić      | 5        | 0       | 1            | 0            | 4          | 1          | 10       | 1      |
| F. Liverani     | 21       | 0       | 5            | 0            | 8          | 0          | 34       | 0      |
| C. López        | 34       | 15      | 4            | 0            | 9          | 2          | 47       | 17     |
| L. Marchegiani  | 6        | -3      | 3            | -3           | 5          | -4         | 14       | -10    |
| C. Manfredini   | 3        | 0       | 3            | 0            | 6          | 1          | 12       | 1      |
| S. Mihajlović   | 21       | 1       | 1            | 0            | 6          | 0          | 28       | 1      |
| P. Negro        | 19       | 1       | 3            | 0            | 6          | 0          | 28       | 1      |
| M. Oddo         | 19       | 0       | 5            | 0            | 7          | 0          | 31       | 0      |
| G. Pancaro      | 16       | 0       | 4            | 2            | 5          | 0          | 25       | 2      |
| A. Peruzzi      | 30       | -28     | -            | -            | 6          | -6         | 36       | -34    |
| J.P. Sorín      | 6        | 0       | 1            | 0            | 4          | 0          | 11       | 0      |
| D. Simeone      | 24       | 7       | 4            | 0            | 7          | 0          | 35       | 7      |
| J. Stam         | 28       | 0       | 2            | 0            | 4          | 0          | 34       | 0      |
| D. Stanković    | 29       | 6       | 2            | 0            | 7          | 0          | 38       | 6      |